# Filip De Pillecyn

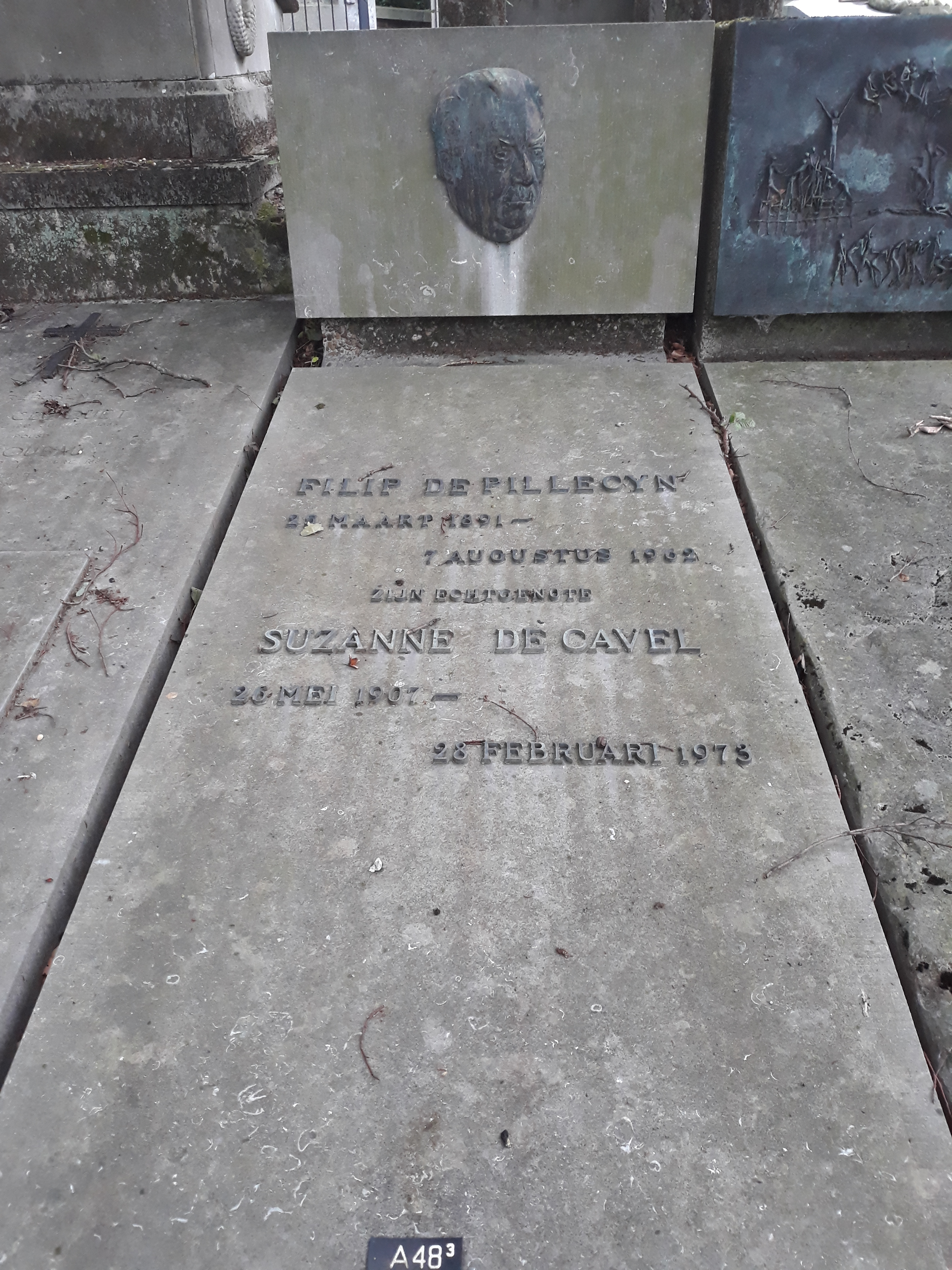
Het graf van Filip De Pillecyn en zijn echtgenote Suzanne De Cavel op Campo Santo (Gent)

Filip De Pillecyn (Hamme aan de Durme, 25 maart 1891 – Gent, 7 augustus 1962) was een Vlaams schrijver en actief in de Vlaamse Beweging. Hij was een van de medeoprichters van de IJzerbedevaart en werd vanwege zijn lidmaatschap van het VNV en DeVlag na de Tweede Wereldoorlog veroordeeld wegens collaboratie. Na zijn celstraf werd hij lid van het IJzerbedevaartcomité. Zijn bekendste boek is Monsieur Hawarden dat ook verfilmd werd. Filip De Pillecyn werd door Gerard Walschap beschouwd als "De Prins der Nederlandse Letteren".

## Levensloop
Filip werd geboren als jongste van vier zonen. Zijn vader Henri was ontvanger op een stoomboot en effectenmakelaar, zodat de kleine Filip geen armoede leed. Hij liep eerst school in het dorp en ging daarna naar het "Institut Saint Joseph" te Sint-Niklaas (1903 tot 1910) om zijn Frans te leren, Hij voltooide zijn humaniorastudies in het Sint-Jozef Klein-Seminarie in dezelfde stad, waar hij met de latere Priester Edward Poppe op de schoolbanken zat. In het voorlaatste jaar van de Grieks-Latijnse humaniora was Poppe de eerste voor Nederlands en De Pillecyn de eerste voor godsdienst. 
Nadien studeerde hij Germaanse filologie aan de Katholieke Universiteit Leuven (1910 tot 1914) bij onder andere professor Lodewijk Scharpé. In Leuven vond hij een gunstige bodem voor zijn Vlaamsgezinde en literaire aspiraties en zette hij zich actief in voor de Vlaamse studentenbeweging. Hij sloot aan bij de studentenkring Met Tijd en Vlijt en was in 1914 voorzitter van het Algemeen Katholiek Vlaamsch Studentenverbond. Hij werkte mee aan het studentenblad Ons Leven en werd na zijn studies aangeworven als eerste redacteur voor het dagblad De Standaard. De oorlog verhinderde de publicatie van deze nieuwe krant. In 1926 promoveerde hij tot doctor in de wijsbegeerte en letteren, met een proefschrift over Hugo Verriest.  

## De Eerste Wereldoorlog
Bij het uitbreken van de Eerste Wereldoorlog week De Pillecyn uit naar het neutrale Nederland, waar hij bij De Maasbode een betrekking vond en op voorspraak van Frans Van Cauwelaert als vertaler werd aangeworven bij het 'Office Belge' in Den Haag. In het najaar van 1915 vertrok hij als oorlogsvrijwilliger via Engeland naar Frankrijk waar hij een zijn militaire vorming kreeg. Hij werd aan het front van de IJzer onder meer  ingezet als cyclist bij de zware artillerie.
Hij werd actief bij het Secretariaat der Vlaamsche Hoogstudenten en werd binnen de Frontbeweging secretaris van de Legervergadering, als plaatsvervanger van 'ruwaard' Adiel Debeuckelaere. Hij was ook medestichter van 'Heldenhulde'. De Pillecyns Vlaams-nationalisme kwam aan het front tot volle ontwikkeling door de wantoestanden op Vlaams gebied. In 1917 schreef hij in samenwerking met Hendrik Borginon het pamflet Vlaanderens dageraad aan den IJzer waarin hij als één van de eersten opriep tot een federale herinrichting van de Belgische staat. Tijdens de oorlog schreef hij een twintigtal gedichten die, samen met werk van Jozef Simons, in 1920 verschenen met de titel Onder den Hiel. Hij schreef ook oorlogsverhalen die gebundeld verschenen in 1927 onder de titel De rit.

## Het interbellum
Na de wapenstilstand verbleef hij van 1918 tot 1926 in Brussel. In 1919 werd hij redactiesecretaris van De Standaard. Hij schreef scherpe artikels over Vlaamse problemen en volgde voor de krant het proces Maurice Geerardyn. Hij werd een van de leiders van de door hem mee opgerichte Vlaamse Oud-strijders VOS en werd hoofdredacteur van hun tijdschrift De VOS. Hij interesseerde zich voornamelijk aan de antimilitaristische houding binnen de VOS. Als medestichter was hij nauw verbonden met de organisatie van de IJzerbedevaart waar hij meermaals als spreker optrad.
In 1922 had hij een meningsverschil met Frans Van Cauwelaert. Hij vond dat De Standaard op Vlaams gebied te minimalistisch was en te zeer de Katholieke Vlaamse Kamergroep volgde. Hij verliet de krant en werd hoofdredacteur van De Tijd, de spreekbuis van het Algemeen Christelijk Vakverbond. Hetzelfde jaar stichtte hij het satirische weekblad Pallieter, het eerste pluralistische, satirische weekblad in Vlaanderen. In 1925 werd De Tijd overgenomen door Het Volk en werd hij afgedankt met een jaar betaalde vakantie. Hij maakte er gebruik van om zijn doctorale dissertatie af te werken.
In 1926 werd hij als atheneumleraar in Malmedy geplaatst en onderwees er Nederlands en Engels. Hij stichtte er ook een Davidsfondsafdeling. Zijn verblijf aldaar inspireerde hem voor zijn roman uit 1935 Hans van Malmedy en tot Monsieur Hawarden. In 1933 verhuisde hij naar het atheneum van Mechelen waar hij leraar bleef tot in 1941. Hij werd in Mechelen voorzitter van de VOS-afdeling en van de plaatselijke afdeling van het Katholieke Vlaamsche Landsbond. Van 1935 tot 1940 behoorde hij ook tot de redactie van het cultureel en zeer volksverbonden, katholieke maandblad Volk en tot die van het invloedrijke 'concentratieblad' Nieuw Vlaanderen. Hij schreef ook bijdragen voor de Sportwereld van Karel Van Wijnendaele (onder de schuilnaam Citroen) en leverde vanaf 1938 literaire kronieken voor De Standaard.

## De Tweede Wereldoorlog
Na de Duitse inval in 1940 werd hij lid van het Vlaamsch Nationaal Verbond (VNV) en van de DeVlag waarmee hij in 1939 al een culturele reis en lezing in Duitsland had gehouden. In augustus 1940 ondertekende hij de oproep van VNV-leider Staf de Clercq tot een brede Vlaamse volksbeweging en in oktober van datzelfde jaar werd hij lid van de Vlaamse Cultuurraad waar hij, samen met DeVlag-kopman Jef Van de Wiele de leiding van nam. In zijn streven naar een nieuwe culturele ordening richtte hij mee de 'Werkgemeenschap voor volksche Cultuur, Volk en Kunst' op en was actief in de 'Federatie van Vlaamsche Kunstenaars'. Hij had ook korte tijd de leiding van het culturele blad 'Westland' dat al heel snel een radicale nieuwe orde-koers koos. Al na enkele nummers verliet De Pillecyn het tijdschrift.
In mei 1941 werd de Pillecyn benoemd tot directeur voor het middelbaar onderwijs, wat hij tot aan de Bevrijding zou blijven. In juni 1942 overleed zijn echtgenote Elvire Van Duyse, met wie hij op 23 april 1919 in het huwelijk was getreden. In 1943 hertrouwde hij met de lerares Suzanne de Cavel die hij in het Mechelse atheneum had leren kennen.

## Na 1944
In september 1944 werd hij afgezet als ambtenaar en belandde hij in de cel op beschuldiging van collaboratie. Op 17 maart 1947 verscheen hij voor de krijgsraad in Brussel, die hem een rijke culturele bedrijvigheid tijdens de bezetting ten laste legde en hem daags nadien veroordeelde tot tien jaar hechtenis. Eerst verbleef hij in de gevangenis van Dendermonde, daarna in het Hechteniskamp Lokeren, en ten slotte in de gevangenis van Sint-Gillis bij Brussel. Deze periode liet een diepe indruk op hem na. In de cel schreef hij één van zijn belangrijkste romans: Mensen achter de dijk, een herinneringenroman over het 'arme Vlaanderen' in zijn geboortedorp Hamme.
Na zijn vrijlating in juli 1949 vestigde De Pillecyn zich met zijn vrouw De Cavel in Gent. Van 1957 tot 1960 was hij lid van het IJzerbedevaartcomité. Hij bleef als auteur zeer productief en werd bestuurslid van de in oktober 1948 opgerichte boekengilde De Clauwaert vzw. Deze alternatieve Vlaamsgezinde uitgeverij werd opgericht door Willem vanden Eynde, prof. dr. Henri Draye en dr. Paul Rubbens en met de financiële steun van De Pillecyns tweede vrouw Suzanne de Cavel.  
In 1962 overleed hij en werd net als andere grote namen uit de Vlaamse culturele wereld begraven op het Campo Santo in Sint-Amandsberg.

## Literaire werken
Reeds op de gemeenteschool toonde de Pillecyn literaire capaciteiten. Hij kwam op het idee een roman te schrijven maar zijn eerste stap in de literatuur bleef toen beperkt tot één bladzijde. Ontmoedigd door de kritiek van zijn oudste broer liet hij alle hoop varen. Voorlopig toch.
Zijn eerste echt literaire succes boekte hij in 1931 met Blauwbaard.
Voor zijn roman uit 1935 Hans van Malmedy kreeg hij een jaar later de prijs voor letterkunde van de Provincie Antwerpen.
In 1942 ontving hij de Prijs voor Letterkunde van de Vlaamse Provincies voor zijn roman De Soldaat Johan. In diezelfde periode schreef hij de novelle Monsieur Hawarden waarvan later een film werd gemaakt door Harry Kümel.
In 1946, toen nog in het barakkenkamp in Lokeren, schreef hij De boodschap, een oproep voor meer rechtvaardigheid. Later, in 1949 in de gevangenis van Sint-Gillis, schreef hij zijn meesterwerk Mensen achter de dijk.
In 1951 verscheen Rochus, gevolgd door Vaandrig Antoon Serjacobs. Later verschenen nog Het boek van de Man Job en Twistgesprek tussen Demer en Schelde.
In 2024 werd Monsieur Hawarden van De Pillecyn uit 1935 heruitgebracht, met een voorwoord van schrijver Tom Lanoye en illustraties van Reinhart Croon. Verder bevat de heruitgave ook een historisch onderzoek van radio Klara-podcastmaakster Annick Lesage naar de identiteit van de echt bestaande persoon waarop het personage Hawarden zou gebaseerd zijn. Zij concludeerde dat Hawarden wel eens de eerste transgender man in een Vlaamse roman zou kunnen geweest zijn.

## Publicaties

### Poëzie
- Onder den hiel (1920) (samen met Jozef Simons)

### Toneel
- Margaretha Van Eyck (1914)
- Dona Mirabella (1952)

### Biografie
- Pastor Denys (1927)
- Monseigneur Bermijn de Paulus van Ortosland (1929)
- Pater de Deken (1929)
- Renaat De Rudder (1931)

### Essay
- Hugo Verriest (1926)
- Stijn Streuvels en zijn werk (1932)
- Het boek van St.-Niklaas (1935)
- Stijn Streuvels (1959)

### Novelle
- De rit (1927)
- Monsieur Hawarden (1935)
- De aanwezigheid (1937)
- Schaduwen (1937)
- De boodschap (1946)
- Rochus (1951)
- Het boek van de man Job (1956)
- Elisabeth (1961)

### Roman

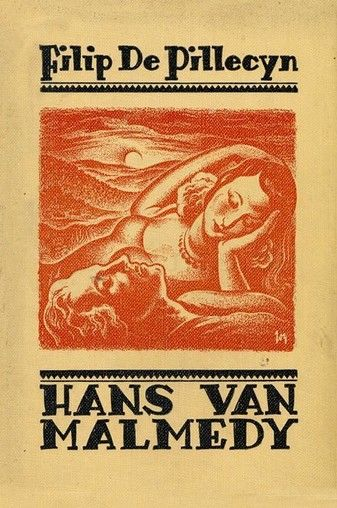
Hans van Malmédy (1935)
(omslag Jos De Swerts)

- Pieter Fardé, de roman van een minderbroeder (1926) -
- Blauwbaard (1931)
- Hans van Malmédy (1935)
- De soldaat Johan (1939)
- Jan Tervaert (1947)
- Mensen achter de dijk (1949), heruitgave Mensen achter de dijk ongecensureerd. Deurne 2020
- De veerman en de jonkvrouw (1950). Franse vertaling van Dorian Cumps, "Le passeur d'eau et la gente demoiselle" (2025)
- Vaandrig Antoon Serjacobs (1951)
- Aanvaard het leven (1956)

### Gevangenisdagboek
- Face au mur (geschreven tussen 1947 en 1949, gepubliceerd in 1979), heruitgave : Tegen de muur. Ongecensureerd gevangenisdagboek (1944-1949). Deurne 2019

### Brochures en bijdragen
- Het proces van den veiligheidsdienst (1920)
- Amnestie (?)
- De dief (1930)
- Gedecoreerd met de ster van Bethlehem (1935)
- Heldenhulde in Vlaanderen (1938)
- Het hart met zeven zwaarden (1939)
- Aan Schelde en Durme, het soete land van Waas (1939)
- Twistgesprek tussen Demer en Schelde (1956) (samen met Ernest Claes)
- Hugo Verriest (1959)
- Kiespijn der ziel: onuitgegeven journalistiek (1981)

## Het monument

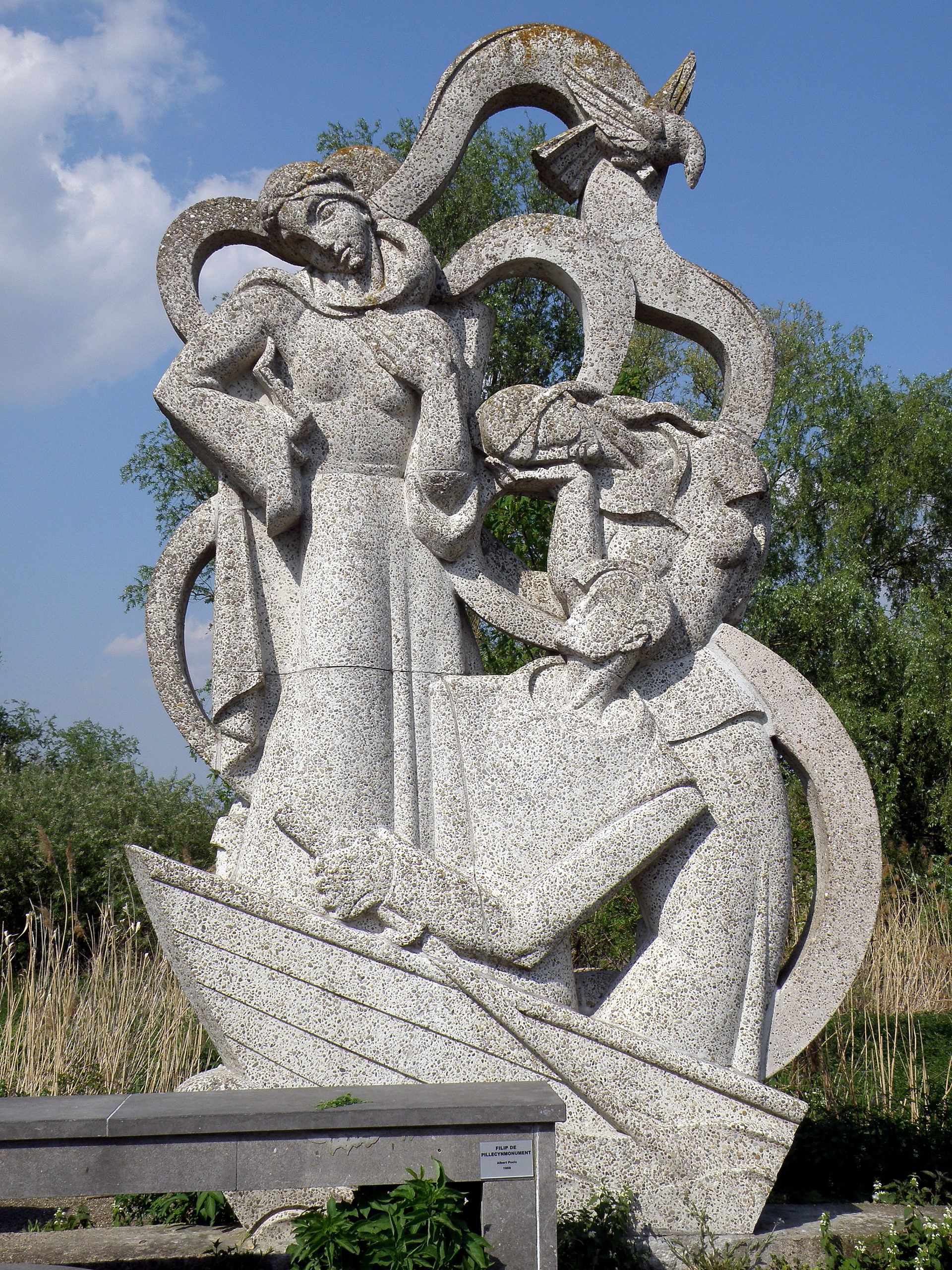
Monument ter ere van De Pillecyn

Om de nagedachtenis van deze grote Hamse schrijver te eren, werd een Filip de Pillecyn-monument opgericht aan de monding van de Durme. Het monument, van de hand van beeldhouwer Albert Poels, bestaat uit een drietal personages uit de romans van de Pillecyn: de pestlijder Rochus in liggende houding met een hond die zijn wonden likt, en boven hem de statige soldaat Johan die richting Hamme kijkt; langs de waterkant Leda en de veerman uit De Veerman en de Jonkvrouw. Al deze figuren zijn verbonden door een sierlijke nevel die uit het water opstijgt.